# Dalslands Gille i Göteborg

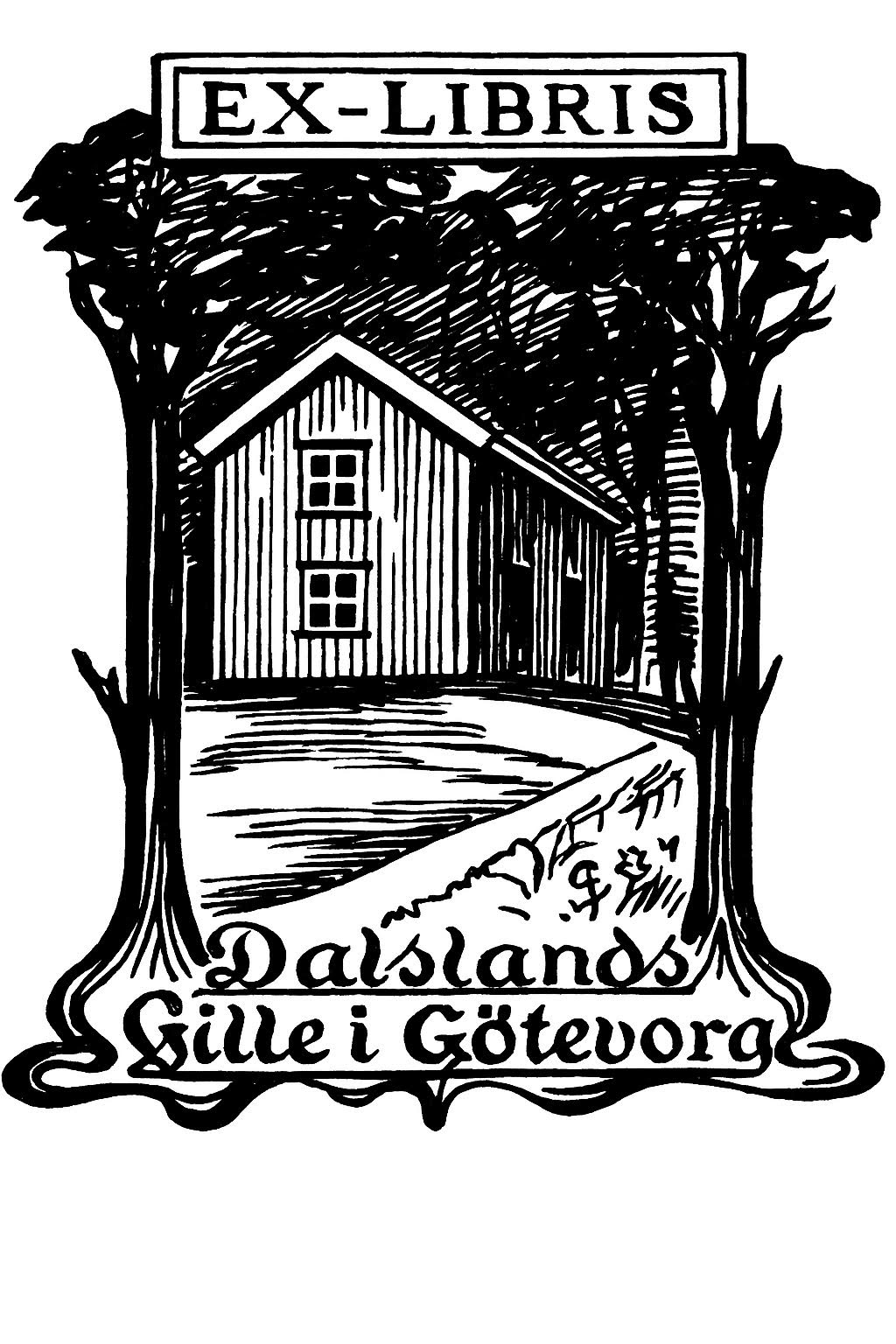
Ex Libris från 1939 av Gerda Palm.

Dalslands Gille är en hembygdsförening med målet att främja och bilda om dalsländsk identitet och historia. Den har sitt säte i Göteborg.

## Historia
Gillet bildades formellt 28 februari, 1908. En viktig person för bildandet var grosshandlaren Hakon Dahlén som hade ett starkt engagemang för hembygden.
I början av gillets historia hölls sammankomster Hotel Phoenix och Coldinusorden. 1932 införskaffades en stuga från Västra Högen i Steneby socken som 1936 förflyttades till Slottsskogen i Göteborg- 

### Ordförandelängd
- Hakon Th Dahlén 1908-1922
- Gottfrid Ljungdahl 1923-1924
- Emil Annonsen 1925-1928
- Yngve Österlund 1929
- Emanuel Bergman 1930-1931
- Wilhelm Torstensson 1932-1953
- Elis Magnusson 1954-191962
- Johan Selstam 1963-1964
- Ulf Enbågen 1965-1966
- Wilhelm Hallestad 1967-1968
- Ingvar Lundquist 1969-1978
- Carl-Johan Arvidsson 1979-1980
- Johan Eklöf 1981-1986
- Allan Möller 1987-1992
- Alice Rörberg 1993-?